# Dálnice A23 (Rakousko)
Dálnice A23 (německy Autobahn A23 nebo Autobahn Südosttangente Wien) je 18 kilometrů dlouhá rakouská dálnice, která tvoří průtah Vídně ve směru jihovýchod – jih. Jedná se o nejkratší dálnici v zemi, ale také se 170 000 projíždějícími vozidly za 24 hodin o nejvytíženější rakouskou silnici. Začíná na jihu Vídně na křižovatce s ulicí Altmannsdorfer Straße, prochází jihovýchodně a východně od centra města, překračuje po mostě Dunaj a v Hirschstettenu volně přechází v rychlostní silnici S2. V budoucnu by se zde dálnice A23 měla stočit na východ a vést kousek za hranice Vídně k Raasdorfu, kde by měla končit křižovatkou s rychlostní silnicí S1.
První úsek dálnice A23 Inzersdorf – Favoriten byl zprovozněn 19. prosince 1970, o tři dny později došlo k otevření úseku mezi křižovatkami Kaisermühlen a Prater. Do roku 1978 byly tyto dvě samostatné části propojeny, vystavěn byl i začátek dálnice s napojením na Altmannsdorfer Straße. Zatím poslední úsek Kaisermühlen – Hirschstetten byl uveden do provozu v roce 1993 společně s navazující výpadovkou B302, která napojovala dálnici na Wagramer Straße. (Tato silnice byla v roce 2003 přeznačena na rychlostní silnici S2.) Do roku 2016 by měl být dostavěn i plánovaný úsek z Hirschstettenu do Raasdorfu. 

## Dálniční křižovatky
- Wien-Inzersdorf (km 1–2) – dálnice A2 (E59)
- Wien-Prater (km 10) – dálnice A4 (E58)
- Wien-Kaisermühlen (km 13) – dálnice A22 (E59)